# 上青梨子町
上青梨子町（かみあおなしまち）は、群馬県前橋市の地名である。郵便番号は370-3572。面積は0.52km2(2013年現在)。

## 地理
前橋市の西部、榛名山の東南麓に位置している。東南に緩やかに傾斜している。

### 河川
- 八幡川

## 歴史
江戸時代からの地名である。はじめは前橋藩領、宝永年間旗本戸田氏・松前氏・花房氏の相給、寛永2年前橋藩が加わり4給となり、慶応4年前橋藩管下となる。
1935年の古墳調査で二小塚ほか2基の古墳が確認された。しかし、現在は何も残っていない。

### 年表
- 1889年4月1日 町村制施行により、周辺の青梨子村、池端村、野良犬村と合併し上青梨子村は、清里村となる。
- 1896年4月1日 郡の統合（西群馬郡と片岡郡の統合）により清里村は群馬郡に所属する。
- 1955年1月20日 新高尾村の一部とともに清里村は前橋市へ編入する。そのため清里村が廃止され前橋市上青梨子町となる。

## 世帯数と人口
2017年（平成29年）8月31日現在の世帯数と人口は以下の通りである。
| 町丁       | 世帯数  | 人口  |
| ---------- | ------- | ----- |
| 上青梨子町 | 187世帯 | 501人 |

## 小・中学校の学区
市立小・中学校に通う場合、学区は以下の通りとなる。
| 番地 | 小学校             | 中学校             |
| ---- | ------------------ | ------------------ |
| 全域 | 前橋市立清里小学校 | 前橋市立第六中学校 |

## 交通

### 鉄道
鉄道駅はない。

### 道路
国道、県道共にないが、関越自動車道が町の中央に通っている。

## 施設
- 淡嶋神社